# Louis Serlooten
Louis Serlooten est un homme politique français né le 8 avril 1809 à Bailleul (Nord) et décédé le 7 avril 1864 à Bailleul.
Propriétaire, il est un opposant à la Monarchie de Juillet et participe activement à la campagne des banquets. Il est député du Nord de 1848 à 1849, siégeant au centre-gauche.

## Sources
- « Louis Serlooten », dans Adolphe Robert et Gaston Cougny, Dictionnaire des parlementaires français, Edgar Bourloton, 1889-1891 [détail de l’édition]